# Kensington (Whangarei)
Pour les articles homonymes, voir Kensington.
Kensington est une banlieue de la ville de Whangārei, située dans la région du Northland, dans l’Île du Nord de la Nouvelle-Zélande.

## Situation
Elle est située à environ deux kilomètres au nord du centre de la cité de Whangarei.
La  State Highway 1 /S H 1 circule à travers la banlieue de Kensington, 
Les collines de Western Hills forment une limite naturelle vers l’ouest et le fleuve Hātea vers l’est.

## Installations

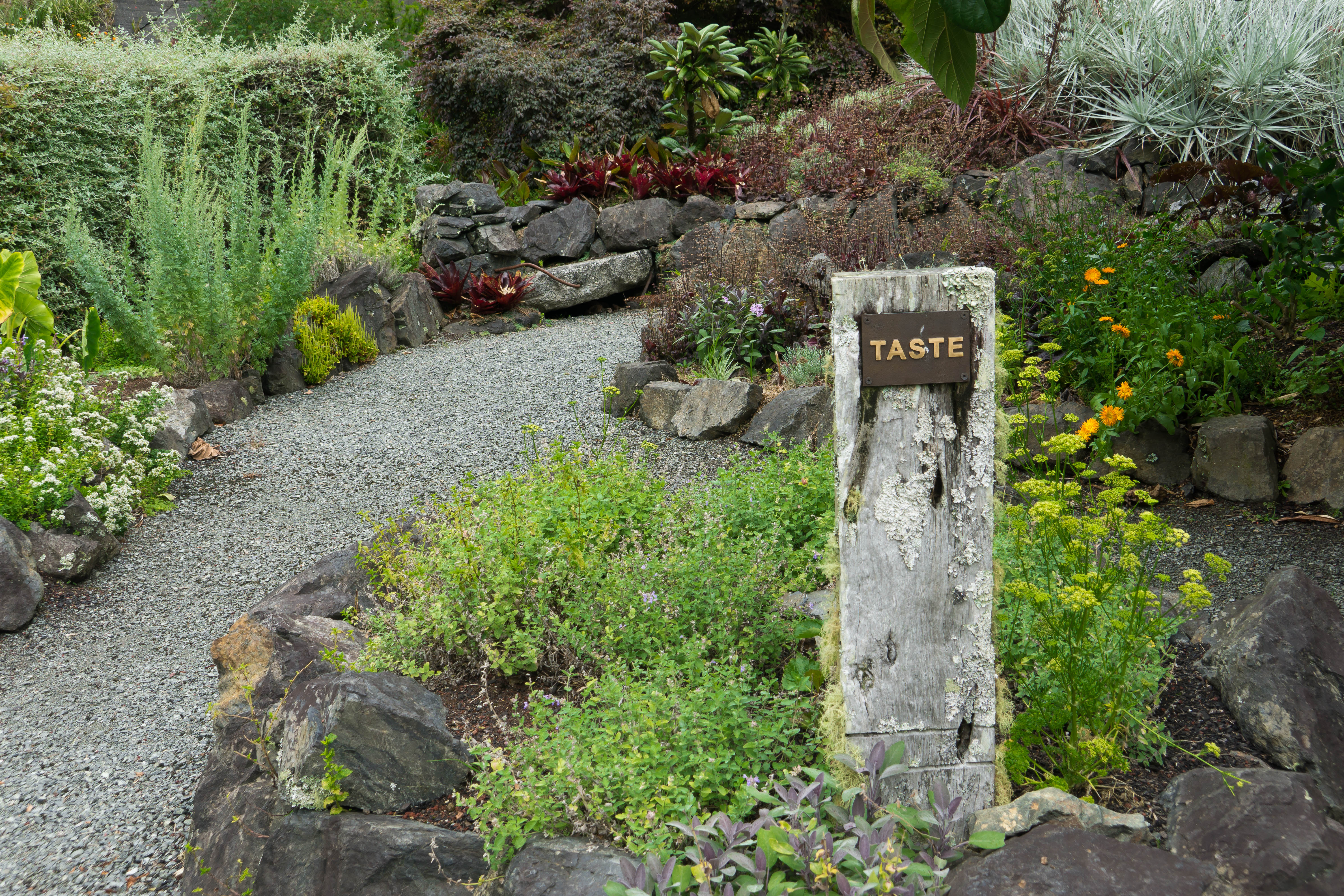
Scène au niveau de « Whangarei Quarry Gardens »

Whangarei Quarry Gardens est un jardin public de plus de 24 hectares installé autour d’un lac artificiel.

## Démographie
La localité de Kensington (district de Whangarei) avait une population de 3 240 habitants lors du  recensement de 2018 en Nouvelle-Zélande, en augmentation de 228 personnes (7,6 %) depuis celui de recensement de 2013 en nouvelle-Zélande, et en augmentation de 39 personnes (1,2 %) depuis celui de recensement de 2006 en Nouvelle-Zélande.
Il y avait 1 389 logements.
On comptait 1 527 hommes et 1 713 femmes donnant un sexe-ratio de 0,89 homme pour une femme .
Sur le total de la population, 480 personnes(14,8 %) étaient âgées de moins de 15 ans, 570 personnes (17,6 %) avaient entre 15 et 29 ans, 1 443 personnes (soit 44,5 %) avaient entre 30 et 64 ans,et 747 personnes (soit 23,1 %) étaient âgées de 65 ans ou plus.
L’ethnicité était pour 75,3 % européens/Pākehā, 27,4 % Māori, 4,3 % des peuples du Pacifique, 8,2 % d’origine asiatique et 1,5 % d’autres ethnies. Le total peut faire plus de 100 % car des personnes peuvent s’identifier de plus d’une ethnie.
Le pourcentage de personnes nées outre-mer était de 19,7 %, comparé aux 27,1 % au niveau national.
Bien que certains rechignent à donner leur religion, 45,1 % disent n’avoir pas de religion, 41,0 % étaient chrétiens, et 7,2 % avaient une autre religion.
Parmi ceux de plus de 15 ans, 486 personnes (soit 17,6 %) avaient un bac ou un degré supérieur et 588 personnes (soit 21,3 %) des personnes n’avaient aucune qualification formelle.
Le revenu médian était de 25,600 $.
Le statut de ceux d’au moins 15 ans était pour 1 200 personnes (soit 43,5 %) employées à plein temps, 378 personnes (soit 13,7 %) employées à temps partiel et 123 personnes (soit 4,5 %) sans emploi.